# Institut national des sciences appliquées de Lyon
Institut national des sciences appliquées de Lyon (INSA Lyon) är en fransk ingenjörsskola. Universitetet ligger på campus La Doua – LyonTech i Villeurbanne, en förort till Lyon.
Skolan grundades 1957 för att utbilda högt kvalificerade ingenjörer, för att stödja fortbildning och för att bedriva forskning. Den femåriga läroplanen syftar till att utbilda ingenjörer inom de primära områdena naturvetenskap och teknik. Studenter kan avlägga doktorsexamen i slutet av den 5-åriga läroplanen. INSA-examinerade från Lyon kallas Insaliens.

## Kända akademiker
- Claudia Olsson, svensk företagsledare